# Ippa dolichoderella
Ippa dolichoderella är en fjärilsart som beskrevs av Walter Karl Johann Roepke 1925. Ippa dolichoderella ingår i släktet Ippa och familjen äkta malar. Inga underarter finns listade i Catalogue of Life.